# Maximilian Levy
Maximilian Levy (født 26. juni 1987) er en tysk tidligere cykelrytter, som specialiserede sig i banecykling. Han deltog i fire olympiske lege, hvor han vandt tre medaljer, og han er firefoldig verdensmester samt seksfoldig europamester.

## Juniorrytter
Levy viste første gang sit talent ved de tyske ungdomsmesterskaber i 2003, hvor han opnåede tre podiepladser. Året efter blev han verdensmester i teamsprint og individuelt i 1000 m på tid. I 2005 blev han, stadig som juniorrytter, tysk mester i 1000 m på tid, europamester i 1000 m på tid og sprint samt i holdsprint, og senere blev han verdensmester i de samme tre discipliner. Året efter var han rykket op i U/23-rækken og her blev han europamester i sprint, både individuelt og for hold.

## Seniorkarriere
I 2007 kørte han første gangs som senior, og han var med på det tyske sprinthold, der vandt VM-bronze. 
Han repræsenterede første gang Tyskland ved OL 2008 i Beijing, og her stillede han op i tre discipliner. Først var han med på det tyske hold i sprint, som kørte i tredjebedste tid og derfor kvalificerede sig til kampen om bronze. Her mødte tyskerne det australske hold og vandt med en beskeden margen på otte tusindedele af et sekund. Holdet, der ud over Levy bestod af René Enders og Stefan Nimke, fik derfor bronzemedaljerne, mens Storbritannien vandt guld og Frankrig sølv. Dagen efter kørte Levy keirin, men kvalificerede sig ikke til semifinalen. Endelig kørte han det individuelle sprintløb, hvor han nåede til kampen om bronzemedaljen, men tabte denne.
Senere i 2008 blev han tysk mester i keirin, en præstation han gentog året efter, hvor han også blev verdensmester i disciplinen. I 2010 blev han verdensmester og europamester i holdsprint, og i 2011 genvandt han verdensmesterskabet i holdsprint, mens han blev tysk mester i keirin og holdsprint.
Ved OL 2012 i London stillede han op i to discipliner. Sammen med René Enders og Robert Förstemann gentog han bedriften i holdsprint fra legene fire år forinden og kørte i tredjebedste tid, så tyskerne kom i bronzeduellen, hvor resultaterne gentog sig fra 2008-legene: Tyskerne besejrede australierne og fik bronze, mens briterne i finalen fik guld foran Frankrig. I keirin vandt Levy sit indledende heat og sin semifinale lige som hjemmebanefavoritten Chris Hoy. I finalen var det også disse to ryttere, der dominerede, men Hoy var stærkest og vandt guld, mens Levy fik sølv, og da dommerne ikke kunne entydigt afgøre, hvem der blev nummer tre, endte det med, at både newzealænderen Simon van Velthooven og nederlænderen Teun Mulder begge fik bronze.
Senere samme år blev han igen tysk mester i holdsprint, og året efter vandt han VM-titlen i samme disciplin. Senere blev det til nationale mesterskaber i 1000 m på tid og i keirin, inden han blev europamester i holdsprint og individuelt i keirin. I 2015 vandt han det tyske mesterskab individuelt i både sprint og keirin. OL 2016 i Rio de Janeiro blev ikke nogen succes for Levy, der her valgte først at stille op i landevejsløbet, men stod af undervejs. På banen stillede han op i sprint (hold og individuelt) samt i keirin, men en femteplads i holdsprint blev hans bedste resultat. Efter OL blev det til to tyske mesterskaber for ham, individuelt i henholdsvis sprint og keirin. Denne præstation gentog han året efter, hvor han også vandt endnu et holdmesterskab i sprint, og senere på året blev han europamester i keirin. I 2018 blev han tysk mester i holdsprint og i keirin, og i 2019 hjemførte han endnu et tysk mesterskab i holdsprint. I 2020 hentede han to EM-titler: individuelt i sprint og keirin.
Hans sidste store stævne blev OL 2020 i Tokyo (afholdt i 2021), hvor han endnu engang stillede op i sprint (individuelt og hold) samt keirin. Selv om han fik pæne resultater, blev det heller ikke denne gang til medaljer, men femtepladser i de to sprintdiscipliner og en sjetteplads i keirin blev resultatet.
Efter OL meddelte han, at han indstillede karrieren ved slutningen af sæsonen.